# Kraftverkens personalförbund
Kraftverkens personalförbund var ett svenskt fackförbund inom Landsorganisationen (LO) som bildades 1921 under namnet Statens vattenfallsverks tjänstemannaförbund. Senare namnändrades förbundet först 1948 till Vattenfallsverkens personalförbund och därefter 1963 till Kraftverkens personalförbund. Det uppgick 1970 i Statsanställdas förbund.

## Bakgrund
Förbundets rötter fanns i Trollhättan, där den första fackföreningen, Trollhätte kanalverks kanalbetjäntes förening, bildades redan 1905. Tio år senare tillkom på samma ort Trollhätte kraftverks maskinistförening. De slogs 1916 samman till Statens vattenfallsverks tjänstemannaförening och den tog initiativet till att bilda ett fackförbund.

## Historia
- 1921 bildades Statens vattenfallsverks tjänstemannaförbund med de första lokalavdelningarna i Trollhättan, Västerås, Porjus och Älvkarleby.
- 1923 bildade förbundet tillsammans med andra på det statliga området Statstjänarnas centralorganisation, där man var medlem till dess upphörande 1939.
- 1940 blev förbundet medlem av LO och samtidigt i Statstjänarekartellen.
- 1948 bytte man namn till Vattenfallsverkens personalförbund.
- 1950 hade förbundet 17 avdelningar med 885 medlemmar.
- 1963 bytte man än en gång namn och nu till Kraftverkens personalförbund. Det berodde på att man fått medlemmar även från andra typer av kraftverk än de vattendrivna.
- 1970 var man tvungna att effektivisera förhandlingarna på det statliga området. Statstjänarekartellen förslog inte längre.  Åtta förbund och delar av ett nionde bildade därför tillsammans det nya Statsanställdas förbund.